# Movimiento (revista)
Movimiento fue una revista argentina publicada en 1974. Obró como órgano de prensa de la organización Montoneros Soldados de Perón, más conocida como JP Lealtad. Estuvo dirigida Miguel Saiegh.

## Historia
En la segunda quincena de abril de 1974 se publicó el primer número la revista Movimiento, que actuaría como órgano de prensa de Montoneros Soldados de Perón y sus frentes de masas, la Juventud Peronista Lealtad (JP Lealtad), la Juventud Universitaria Lealtad, la Juventud Trabajadora Lealtad y la Unión de Estudiantes Universitarios Lealtad. Estuvo dirigida Miguel Saiegh.